# Artibeus fraterculus
Artibeus fraterculus är en fladdermus som beskrevs 1924 av Harold Elmer Anthony. Arten ingår i släktet Artibeus och familjen bladnäsor. Inga underarter finns listade i Catalogue of Life. Artepitet fraterculus i det vetenskapliga namnet är latin för lillebror.

## Utseende
Arten blir 74 till 83 mm lång, saknar svans, har 48 till 50 mm långa underarmar och väger 36 till 43 g. Bakfötterna är 14 till 18 mm låga och öronen är 17 till 20 mm stora. På ovansidan förekommer ljusbrun päls som har inslag av vit och undersidan är täckt av gråbrun päls. I ansiktet förekommer två påfallande lodräta vita strimmor. Hudflikarna på näsan består av en hästskoformig grundform och en bladformig uppsats. På underläppen förekommer 15 vårtiga utskott. Typiskt är kontrasten mellan den mörkbruna flygmembranen och de ljusa fingrarna. Svansflyghuden har hår vid kanten och en klaff i mitten. Djurets tandformel är I 2/2, C 1/1, P 2/2, M 2/3, alltså 30 tänder i tanduppsättningen. Den diploida kromosomuppsättningen består av 30 kromosomer (2n=30).

## Utbredning
Denna fladdermus förekommer i Ecuador och Peru väster om Anderna. Arten hittas vanligen i låglandet och i bergstrakter upp till 1600 meter över havet. Sällan nås en höjd av 2100 meter. Habitatet utgörs av halvöknar och dessutom besöks fruktträdodlingar. Arten äter frukter.

## Ekologi
Artibeus fraterculus har flera olika gömställen som trädhålor, grottor, sällan använda kyrkor, tomma byggnader, broarnas undersida, termitstackar och det täta bladverket. Vid viloplatsen bildas grupper med ungefär 9 medlemmar eller kolonier med cirka 710 exemplar. Frukter som fikon, mango, nötbrödsträd, Muntingia calabura, guava, rosenäpple, japansk mispel och från släktet skattor ingår i födan. Att den även äter insekter är ännu vetenskapligt obekräftat. Skriket som används för ekolokaliseringen är cirka 1,6 millisekunder långt. Det börjar vid 89 till 104 kHz och slutar vid 60 till 68 kHz. Den högsta intensiteten uppnås vid 68 till 84 kHz. Olika studier hittade i Ecuador i april, oktober och november dräktiga honor samt i juli och november honor med aktiva spenar. Inom släktet Artibeus föds en unge per kull.
Denna fladdermus jagas av tornugglan och troligen av andra rovlevande fåglar. Kanske faller några individer offer för den stora spjutnäsan.

## Status och hot
Ett fåtal exemplar dödas när de hämtar födan från fruktodlingar. Hela populationen anses vara stor. IUCN kategoriserar arten globalt som livskraftig.